# Брент Лівермор
Брент Лівермор (англ. Brent Livermore, 5 липня 1976) — австралійський хокеїст на траві.
Олімпійський чемпіон 2004 року, бронзовий призер 2000 року.
Переможець Ігор Співдружності 1998, 2002, 2006 років.
Срібний призер Чемпіонату світу 2002, 2006 років.
Переможець Трофею чемпіонів 1999, 2005, 2009 років, срібний призер 1997, 2001, 2003, 2007 років, бронзовий призер 1998 року.